# Ferdinand von Hellfeld
Christian Friedrich Wilhelm Alexander Karl Ludwig Ferdinand von Hellfeld (* 8. November 1811 oder 18. Oktober 1810 in Jena; † 28. März 1885 in Ballenstedt) war Kammerherr und Oberschloßhauptmann zu Ballenstedt. In Anhalt-Bernburg fungierte er als Geheimer Rat und Ministerpräsident.

## Leben

### Herkunft und Familie
Ferdinand von Hellfeld war ein Sohn des Justizrats Ferdinand von Hellfeld und dessen Ehefrau Henriette Jagemann. Am 16. November 1834 heiratete er in der Schloßkirche St. Aegidien in Bernburg Rosalie, geb. von Kersten (1814–1893). Aus der Ehe gingen zwei Söhne und zwei Töchter hervor.

### Karriere
Seit mindestens 1827 besuchte von Hellfeld die Pagenanstalt im Großherzogtum Sachsen-Weimar-Eisenach. Am 31. Mai 1830 trat von Hellfeld in das Bernburger Militärkontingent als Unterleutnant ein. Am 28. Juli 1834 wurde er im Range eines Leutnants verabschiedet. Am 28. August 1837 wurde von Hellfeld Kammerherr am Hofstaat des Fürsten von Anhalt-Bernburg. Seit 1856 wirkte er als Schloßhauptmann zu Hoym. Im Jahre 1863 wurde er zum Oberschloßhauptmann zu Ballenstedt ernannt.

## Auszeichnungen
- Kommandeur 2. Grades des Dannebrogordens
- Herzoglich Anhaltisches Denkzeichen für fünfzigjährige Diensttreue
- Komtur I. Klasse des Hausordens Albrecht des Bären